# Arion magnus
Arion magnus is een slakkensoort uit de familie van de Arionidae. De wetenschappelijke naam van de soort is voor het eerst geldig gepubliceerd in 1923 door Torres Minguez.